# Фабиус, Лоран
Лора́н Пьер Эммануэ́ль Фабиу́с (фр. Laurent Pierre Emmanuel Fabius; род. 20 августа 1946, Париж) — французский политик, министр иностранных дел Франции, член Социалистической партии. Премьер-министр Франции (1984—1986). Стал премьер-министром в 37 лет, до 2024 года являлся самым молодым премьером за всю историю Пятой республики (в 2024 году Габриэль Атталь стал премьер-министром в возрасте 34 лет).

## Биография
Лоран Фабиус родился 20 августа 1946 года в Париже в преуспевающей семье арт-дилера, ассимилированного ашкеназского еврея, Андрэ Фабиуса (1908—1984) и его жены Луизы (урожд. Мортимер) (1911—2010).
После окончания одного из самых престижных высших учебных заведений Франции, Национальной школы администрации, Фабиус работал аудитором Государственного совета. Был впервые избран в Национальное собрание в 1978 году от Социалистической партии (СПФ). Вскоре после этого он вошёл в ближний круг лидера социалистов Франсуа Миттерана.
Когда Миттеран был избран президентом в 1981 году, Лоран Фабиус стал министром бюджета, а через два года — премьер-министром. Он выступал за «новый» французский социализм, открытый рыночной экономике. Вышел в отставку после поражения социалистов на парламентских выборах 1986 года.
Фабиус, как и Жоспен, рассматривался преемником Миттерана. Однако, он не смог стать первым секретарём СПФ на съездах 1988 и 1990 годов, несмотря на поддержку самого Миттерана. В 1988 году в 41 год стал самым молодым председателем Национального собрания. В 1992 году в конце концов стал первым секретарём СПФ, но ушёл после разгромного поражения на парламентских выборах 1993 года.
Хотя Фабиус был символом современного французского социализма, его политическое имя сильно пострадало после скандала с трансфузией заражённой вирусом СПИДа крови. Будучи оправдан в суде, он остался замешан в скандале в общественном мнении. Фабиус вновь стал президентом Национального собрания в 1997 году, затем министром экономики (2000—2002) в кабинете Лионеля Жоспена. После ухода Жоспена из политики Фабиус безуспешно пытался стать секретарём СПФ, после чего заявил, что он изменил свои взгляды и вошёл в левое крыло партии.
Он возглавлял лагерь социалистов, выступавших против ратификации Европейской конституции, но 1 декабря 2004 года СПФ высказалась за Конституцию. Однако, Фабиус и после этого выступал в лагере противников Конституции и даже рассматривался как лидер движения. Когда французы проголосовали против Европейской конституции на референдуме 2005 года, ему позволили остаться в партии, но лишили должности в Национальном исполнительном комитете партии. В 2007 году вместе с Сеголен Руаяль и Домиником Стросс-Каном претендовал на место кандидата в президенты от СПФ, но при голосовании отстал от обоих.
Фабиус, несостоявшийся соперник Николя Саркози на президентских выборах 2007 года, одно время находился в близких отношениях с моделью Карлой Бруни, нынешней женой Саркози.
16 мая 2012 года назначен министром иностранных дел Франции в новом правительстве социалистов Жана-Марка Эро.
10 февраля 2016 года президент Франции Франсуа Олланд объявил о том, что Лоран Фабиус покидает пост министра иностранных дел Франции и внёс его кандидатуру в Парламент Франции на утверждение председателем Конституционного совета. 18 февраля Парламент Франции одобрил это назначение. 8 марта 2016 года Фабиус официально возглавил совет.

## Семья
От бывшей жены, продюсера Франсуазы Кастро (1947), имеет двух сыновей — Тома (1981) и Виктора (1983). Старший сын Том упоминался в прессе в связи с крупными проигрышами в казино, использованием необеспеченных чеков в игорных заведениях Лас-Вегаса, что привело к возбуждению уголовного дела в американском штате Невада.

## Награды
- Кавалер Большого креста ордена Заслуг (Норвегия)
- Орден Звезды Румынии
- Офицер Национального ордена Квебека